# Aldabra
Aldabra là đảo san hô lớn thứ hai thế giới. Nó thuộc nhóm đảo Aldabra trên Ấn Độ Dương, một phần của Quần đảo Outer, thuộc đảo quốc Seychelles. Hòn đảo không có người ở (ngoài các nhà khoa học và quản lý đảo ở đảo Picard) và cực kỳ bị cô lập khiến nó trở thành môi trường thiên nhiên chưa bị tác động bởi con người. Nơi đây nổi bật với các loài động thực vật đặc biệt bao gồm rùa khổng lồ Aldabra (loài rùa lớn nhất thế giới) và nhiều loài chim biển.

## Lịch sử
Hòn đảo được hình thành cách đây gần 125.000 năm, được phát hiện vào năm 1511 bởi các nhà thám hiểm người Bồ Đào Nha. Đến thế kỷ 18, nơi đây trở thành thuộc địa của Pháp với Réunion. Năm 1810 Aldabra cùng với các đảo Mauritius, Réunion, Seychelles và các đảo khác, trở thành thuộc địa của Vương quốc Anh. Phải đến năm 1965, hòn đảo mới thuộc về Seychelles, sau đó quốc đảo này độc lập vào năm 1976.
Trước đó, vào năm 1960 đã có những thám hiểm khảo sát để xây dựng hệ thống phát sóng truyền hình cùng với kế hoạch quân sự nhưng sau các cuộc biểu tình quốc tế, các kế hoạch đã phải hủy bỏ và môi trường sống của động vật hoang dã trên đảo đã được bảo tồn.
Ngày 19 tháng 11 năm 1982, UNESCO chính thức đưa Đảo san hô Aldabra vào danh sách di sản thế giới.

## Địa lý
Aldabra là đẩo san hô, cách đảo Mahé 1.100 km (hòn đảo chính của Seychelles) và cách bờ biển của châu Phi 426 km, nằm ở phía Tây bắc của Madagascar và Đông bắc của Quần đảo Comoro. Đảo san hô vòng nằm ở vị trí 9 ° 24'S 46 ° 22'E và thuộc nhóm đảo Aldabra thuộc Quần đảo Outer của Seychelles; trong đó bao gồm đảo Assumption và đảo san hô dạng vòng là Astove và Cosmoledo.
Đây là đảo san hô lớn thứ hai trên thế giới về diện tích (sau Kiritimati). Hòn đảo dài 34 km, rộng 14,5 km, và cao 8 m so với mực nước biển, với tổng diện tích là 155,4 km ². Ngoài ra là vùng đầm phá thấp rộng 224 km ². Đảo san hô vòng bao gồm 4 đảo lớn: Đảo Nam (116,1 km ²), Đảo Malabar (26,8 km ²), Đảo Polymnieli hay Polymnie (4,75 km ²) và đảo Picard hay còn gọi là Đảo Tây (9.4 km²).
Ngoài ra, có 40 đảo đá và một số đảo nhỏ khác nằm bên trong các đầm phá với địa chất là các đảo đá vôi, cồn cát hay các đảo san hô hóa thạch khác.

## Động vật
Nơi đây nổi bật với sự có mặt của loài rùa khổng lồ Aldabra. Loài bò sát khổng lồ này được phát hiện từ những cuộc thám hiểm vào đầu thế kỷ 18. Hòn đảo trở thành nơi neo đậu của các tàu bè, đoàn thủy thủ qua lại và cung cấp thực phẩm là thịt rùa và trứng rùa biển. Đến giữa thế kỷ 18, số lượng loài rùa này đã sụt giảm nhanh chóng và năm 1900, gần như loài rùa này đã đứng bên bờ vực của sự tuyệt chủng. Nhờ những nỗ lực bảo tồn, hiện nay loài rùa này đã có khoảng 152.000 cá thể, trở thành nơi tập trung lớn nhất của rùa biển.

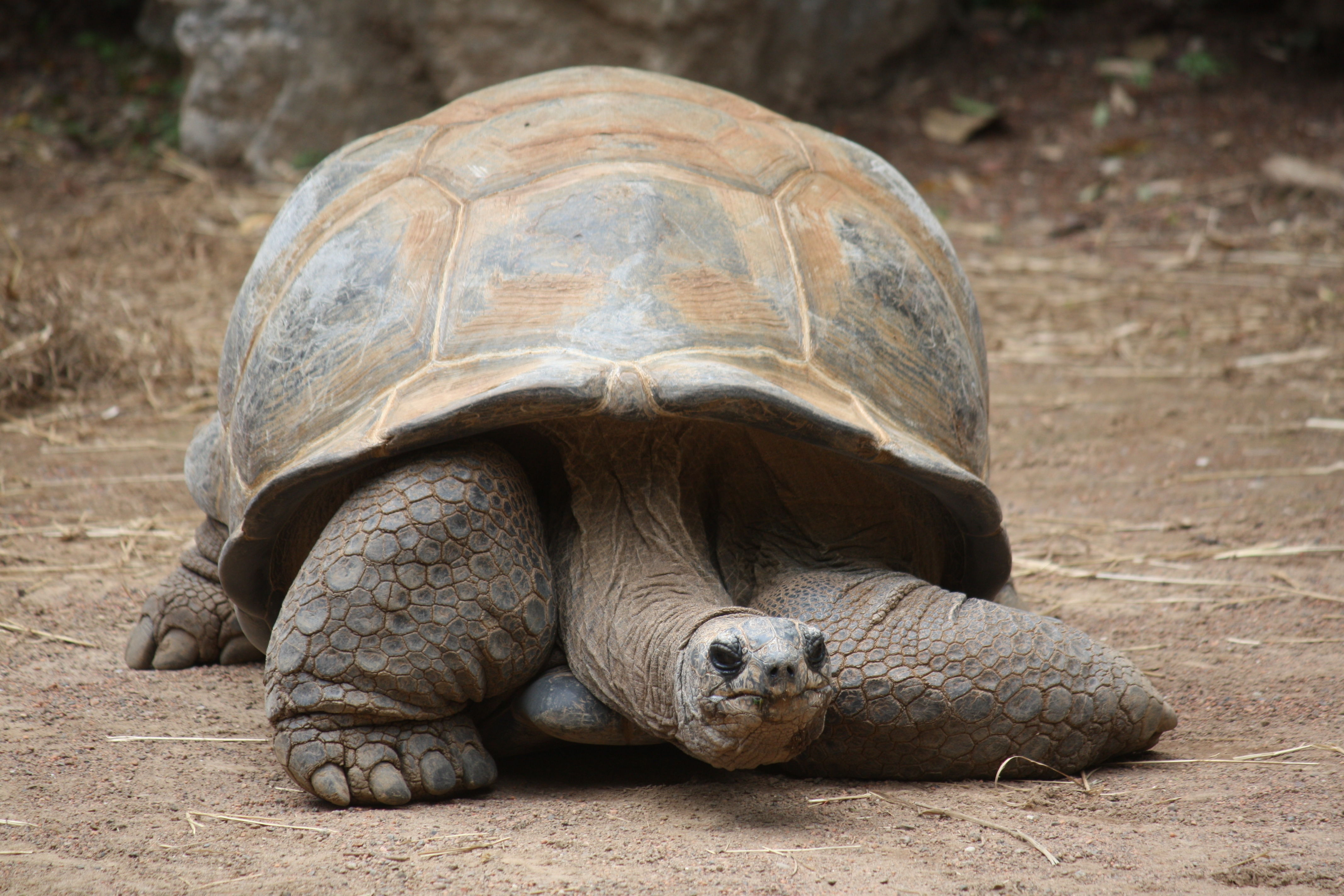
Loài rùa trên đảo Aldabra

Ngoài ra là rất nhiều các loài động vật như loài cua dừa (loài cua lớn nhất thế giới), cá mập búa, cá đuối, cá vây tia (Barracuda), rùa xanh, đồi mồi; cùng với đó là các loài chim vô cùng phong phú bao gồm: chim Rail cổ trắng Aldabra (một loài chim bay, kiếm ăn ở vùng đầm lầy trên đảo cánh bị tiêu biến và trở thành loài chim đi bộ, nó đã được cho là tuyệt chủng vào thế kỷ 17) hay loài chim Chim Ibis (một loài chim linh thiêng của vùng Madagascar), chim chích Aldabra, chim sẻ Aldabra..và rất nhiều các loài chim làm tổ khác cùng với các loài dơi.

## Thực vật
Aldabra có một số loài thực vật đặc hữu. Các khu vực đất cao có loài cây pemphis một loại cây bụi ven biển, trong khi các khu vực thấp hơn là nơi trú ngụ của loài rùa khổng lồ, thì là một hỗn hợp các cây xanh, cây bụi, các loại thảo mộc và các loại cỏ.